# Dinosaur Adventure 3D
Dinosaur Adventure 3D – utwór zespołu Underworld, pochodzący z albumu A Hundred Days Off, wydany jako singiel (w różnych wersjach) w 2002 (jako promo i w 2003 roku. Doszedł do 6. miejsca na Dance Club Songs tygodnika Billboard.

## Utwór

### Wydanie
„Dinosaur Adventure 3D” został wydany 20 stycznia 2003 roku w Wielkiej Brytanii nakładem Junior Boy’s Own i V2 jako singiel (w formacie CD) w dwóch wersjach: CD 1 i CD 2 oraz w formacie winylowym, 12”. W tym samym dniu wyszła wersja europejska z czterema utworami.
11 grudnia 2002 roku wyszedł w Japonii maxi singel z 4 utworami.

### Lista utworów
| 1. | Dinosaur Adventure 3D (Radio Edit) | 3:39  |
|    |                                    |       |
| 2. | Ansum                              | 16:16 |
|    |                                    |       |
|    |                                    | 19:55 |
|    |                                    |       |

| 1. | Dinosaur Adventure 3D (R.C.M. Version) remiks, producent [produkcja dodatkowa] – Underworld           | 8:09  |
|    | |       |
| 2. | Like A Swimmer trąbka – Lewis Delivett                                                                | 5:25  |
|    | |       |
| 3. | Dinosaur Adventure 3D (Funk D'Void Vocal Remix) remiks, producent [produkcja dodatkowa] – Funk D'Void | 6:16  |
|    | |       |
|    | | 19:50 |
|    | |       |

| A. | Dinosaur Adventure 3D (R.C.M. Version)                                | 8:09  |
|    |                                                                       |       |
| B. | Dinosaur Adventure 3D (Funk D'Void Vocal Remix) remiks, – Funk D'Void | 6:16  |
|    |                                                                       |       |
|    |                                                                       | 14:25 |
|    |                                                                       |       |

| 1. | Dinosaur Adventure 3D (Radio Edit)                                                          | 3:38  |
|    |                                                                                             |       |
| 2. | Dinosaur Adventure 3D (R.C.M. Version)                                                      | 8:09  |
|    |                                                                                             |       |
| 3. | Dinosaur Adventure 3D (Funk D'Void Vocal Remix) remiks, producent [dodatkowy] – Funk D'Void | 7:53  |
|    |                                                                                             |       |
| 4. | Ansum                                                                                       | 16:16 |
|    |                                                                                             |       |
|    |                                                                                             | 35:56 |
|    |                                                                                             |       |

| 1. | Dinosaur Adventure 3D (Radio Edit)                                                                    | 3:41  |
|    | |       |
| 2. | Dinosaur Adventure 3D (R.C.M. Version) remiks – Underworld                                            | 8:08  |
|    | |       |
| 3. | Dinosaur Adventure 3D (Funk D'Void Vocal Remix) remiks, producent [produkcja dodatkowa] – Funk D'Void | 7:54  |
|    | |       |
| 4. | Dinosaur Adventure 3D (Darren Price Remix) remiks, producent [produkcja dodatkowa] – Darren Price     | 7:24  |
|    | |       |
|    | | 27:07 |
|    | |       |

## Odbiór

### Listy tygodniowe
| Kraj              | Lista                        | Pozycja |
| ----------------- | ---------------------------- | ------- |
| Stany Zjednoczone | Dance Club Songs             | 6       |
| Szkocja           | Scottish Singles Chart       | 47      |
| Wielka Brytania   | UK Singles Chart             | 34      |
| Wielka Brytania   | UK Dance Singles             | 8       |
| Wielka Brytania   | UK Independent Singles Chart | 9       |